# Cole Caufield
Cole Caufield, född 2 januari 2001, är en amerikansk professionell ishockeyforward som spelar för Montreal Canadiens i NHL.
Han har tidigare spelat för Rocket de Laval i AHL; Wisconsin Badgers i NCAA samt Team USA i USHL.
Caufield draftades av Montreal Canadiens i första rundan i 2019 års draft som 15:e spelare totalt.

## Statistik
| 2014–2015   | Team Illinois          | HPHL        | 19  | 18 | 9  | 27  | 4  | —  | — | — | —  | — |
| 2015–2016   | Stevens Point Panthers |             | 23  | 25 | 33 | 58  | 6  | 2  | 4 | 2 | 6  | 0 |
|             | Team Wisconsin         |             | 37  | 23 | 31 | 54  | —  | —  | — | — | —  | — |
| 2016–2017   | Stevens Point Panthers |             | 22  | 50 | 29 | 79  | 17 | 3  | 3 | 5 | 8  | 2 |
|             | Team Wisconsin         |             | 14  | 4  | 2  | 6   | 2  | 3  | 1 | 0 | 1  | 0 |
| 2017–2018   | Team USA               | USHL        | 32  | 23 | 10 | 33  | 10 | —  | — | — | —  | — |
|             | U.S. National U17 Team |             | 40  | 44 | 19 | 63  | 2  | —  | — | — | —  | — |
|             | U.S. National U18 Team |             | 19  | 10 | 7  | 17  | 8  | —  | — | — | —  | — |
| 2018–2019   | Team USA               | USHL        | 28  | 29 | 12 | 41  | 23 | —  | — | — | —  | — |
|             | U.S. National U18 Team |             | 64  | 72 | 28 | 100 | 39 | —  | — | — | —  | — |
| 2019–2020   | Wisconsin Badgers      | NCAA        | 36  | 19 | 17 | 36  | 6  | —  | — | — | —  | — |
| 2020–2021   | Montreal Canadiens     | NHL         | 10  | 4  | 1  | 5   | 2  | 20 | 4 | 8 | 12 | 0 |
|             | Wisconsin Badgers      | NCAA        | 31  | 30 | 22 | 52  | 4  | —  | — | — | —  | — |
|             | Rocket de Laval        | AHL         | 2   | 3  | 1  | 4   | 0  | —  | — | — | —  | — |
| 2021–2022   | Montreal Canadiens     | NHL         | 67  | 23 | 20 | 43  | 10 | —  | — | — | —  | — |
|             | Rocket de Laval        | AHL         | 6   | 2  | 3  | 5   | 0  | —  | — | — | —  | — |
| 2022–2023   | Montreal Canadiens     | NHL         | 46  | 26 | 10 | 36  | 2  | —  | — | — | —  | — |
| NHL totalt  | NHL totalt             | NHL totalt  | 123 | 53 | 31 | 84  | 14 | 20 | 4 | 8 | 12 | 0 |
| AHL totalt  | AHL totalt             | AHL totalt  | 8   | 5  | 4  | 9   | 0  | —  | — | — | —  | — |
| NCAA totalt | NCAA totalt            | NCAA totalt | 67  | 49 | 39 | 88  | 10 | —  | — | — | —  | — |
| USHL totalt | USHL totalt            | USHL totalt | 60  | 52 | 22 | 74  | 33 | —  | — | — | —  | — |

### Internationellt
| Källa: Uppdaterad: 2021-04-27 | Källa: Uppdaterad: 2021-04-27 | Källa: Uppdaterad: 2021-04-27 |         | Utv = Utvisningsminuter | Utv = Utvisningsminuter | Utv = Utvisningsminuter | Utv = Utvisningsminuter | Utv = Utvisningsminuter |
| År                            | Lag                           | Mästerskap                    | Matcher | Mål                     | Assists                 | Poäng                   | Utv                     |                         |
| ----------------------------- | ----------------------------- | ----------------------------- | ------- | ----------------------- | ----------------------- | ----------------------- | ----------------------- | ----------------------- |
| 2018                          | USA                           | U18-VM                        | 7       | 4                       | 2                       | 6                       | 0                       |                         |
| 2019                          | USA                           | U18-VM                        | 7       | 14                      | 4                       | 18                      | 4                       |                         |
| 2020                          | USA                           | JVM                           | 5       | 1                       | 1                       | 2                       | 0                       |                         |
| 2021                          | USA                           | JVM                           | 7       | 2                       | 3                       | 5                       | 2                       |                         |
| Junior totalt                 | Junior totalt                 | Junior totalt                 | 26      | 21                      | 10                      | 31                      | 6                       |                         |